# 安在模
安在模（韓語：안재모，1979年9月20日—）或譯安在懋，韓國男演員。

## 演出作品

### 電視劇
- 1996年：KBS《龍之淚》饰演 朝鲜世宗
- 1998年：KBS《王与妃》饰演 燕山君
- 1999年：KBS《學校》
- 2001年：KBS《漂亮淑女》
- 2001年：KBS《美娜》
- 2002年：SBS《野人時代》飾演 金斗漢
- 2003年：MBC《男人香氣》
- 2003年：KBS《她是最棒的》飾演 李棟基
- 2006年：SBS《淵蓋蘇文》饰演 渊男生
- 2007年：SBS《王和我》饰演 郑汉守
- 2008年：KBS《2008傳說的故鄉》
- 2008年：SBS《純潔的你》
- 2009年：KBS《2009傳說的故鄉》
- 2010年：KBS《友堂李會榮》
- 2010年：KBS《近肖古王》饰演 陳勝
- 2011年：JTBC《女人兩次化妝時》飾演 韓英宇（特別出演）
- 2012年：SBS《拜託了，機長》（客串）
- 2012年：MBC《武神》饰演 林衍
- 2012年：MBC《彷彿愛過》飾演 白在憲
- 2013年：tvN《幻想巨塔》
- 2014年：KBS《鄭道傳》飾演 李芳遠
- 2014年：KBS《Drama Special－冤魂》飾演 徐仁勇
- 2015年：MBC《偉大的糟糠之妻》飾演 尹日賢
- 2016年：KBS《Drama Special－Page Turner
- 2017年：MBC《前世的冤家們》飾演 閔恩錫[1]
- 2020年：tvN《Memorist》飾演 方俊錫（特別出演）
- 2021年：SBS《Amor Fati－現在去愛吧》飾演 韓在景
- 2023年：tvN《九尾狐傳1938》飾演 金斗漢（特別出演）

### 電影
- 1998年：《Birdcage Inn》
- 1999年：《Dr.K》
- 1999年：《Nowhere To Hide》（客串）
- 2001年：《Humanist》
- 2001年：《我的老婆是老大》
- 2002年：《Baby Alone》
- 2005年：《HAAN》
- 2006年：《校園女王妃》

### 綜藝節目
- 2015年：MBC《神秘音樂秀：蒙面歌王》

## 腳註
1. ↑  '전생에 웬수들', '돌아온 복단지' 후속…최윤영·구원·안재모 출연(공식) （页面存档备份，存于）2017.10.17

## 外部連結
- 安在模在互联网电影资料库（IMDb）上的資料（英文）